# Gregorio Benito
Gregorio Benito, conosciuto come Goyo Benito (El Puente del Arzobispo, 31 ottobre 1946 – Madrid, 2 aprile 2020) è stato un calciatore spagnolo, di ruolo difensore.

## Carriera
Giocò nella maggior parte della carriera con il Real Madrid, con il quale vinse 6 volte la Liga e 5 la Copa del Rey.
In vecchiaia fu afflitto dalla malattia di Alzheimer. Nel marzo del 2020 contrasse anche il coronavirus, morendo poi il 2 aprile.

## Palmarès
- Campionato spagnolo: 6

Real Madrid: 1971-1972; 1974-1975; 1975-1976; 1977-1978; 1978-1979; 1979-1980
- Coppa di Spagna: 5

Real Madrid: 1969-1970; 1973-1974; 1974-1975; 1979-1980; 1981-1982